# Kōichi Hirata

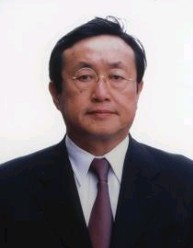
Kōichi Hirata

Kōichi Hirata (jap. 平田 耕一 Hirata Kōichi; * 9. November 1948) ist ein ehemaliger japanischer Politiker und war Mitglied beider Kammern der Nationalversammlung, zuletzt als Mitglied der Liberaldemokratischen Partei (Tsushima-Faktion). Von 2003 bis 2009 war er Mitglied des Shūgiin (Abgeordnetenhaus), dem Unterhaus der nationalen Legislative. Der in Yokkaichi, Präfektur Mie, geborene Absolvent der Keio-Universität wurde 1995 in Mie zum ersten Mal als Unabhängiger in das Sangiin (Rätehaus)gewählt, das Oberhaus der Nationalversammlung.
Nachdem im Jahr 2000 für einen geplanten Kammerwechsel zurückgetreten war, unterlag er bei der Unterhauswahl 2000 als LDP-Kandidat aber im 3. Wahlkreis der Präfektur Mie dem Demokraten Katsuya Okada. Den Wahlkreis verlor er auch bei den Wahlen 2003, 2005 und 2009 klar an Okada, gewann aber 2003 und 2005 einen LDP-Sitz im Verhältniswahlblock Tōkai und blieb bis 2009 Abgeordneter.
Von 2004 bis 2005 (umbgebildetes 2. und 3. Kabinett Koizumi) war Hirata „parlamentarischer Sekretär“ (daijin-seimukan) im Ministerium für Wirtschaft & Industrie, von 2008 bis 2009 (Kabinett Asō) „Vizeminister“ (fuku-daijin) im Finanzministerium.
Bei der Rätehauswahl 2010 kandidierte Hirata für die LDP im landesweiten Verhältniswahlwahlkreis (hirei-ku), verpasste aber mit weniger als 48.000 Stimmen einen Sitz deutlich (Der letzte gewählte LDP-Kandidat Kiyomi Akaishi erhielt über 108.000 Stimmen). Er erklärte anschließend seinen Rückzug aus der Politik.